# Call Me Karizma
Морган Пэрриотт (англ. Morgan Parriott, 28 апреля 1995 года, Нью-Прейг, Миннесота, США) — американский певец, автор песен, более известный как Call Me Karizma. Исполняет музыку в жанре поп, пост-поп, хип-хоп и поп-панк. Творчество музыканта в основном посвящено подростковым проблемам.

## Биография
Морган Пэрриотт родился 28 апреля 1995 года в городе Нью-Прейг, Миннесота, США. Он начал писать песни в возрасте 12 лет. В феврале 2015 года, во время учёбы на втором курсе колледжа, он сопровождал американских рэперов Mod Sun и Blackbear в туре.
В 2016 году Пэрриотт выпустил свой дебютный альбом Uninvited.
Летом 2018 года он выпустил свой первый EP The Gloomy Tapes, Vol. 1, как часть трилогии The Gloomy Tapes.
В 2018 году Пэрриотт подписал контракт с лейблом Arista Records. 30 ноября 2018 года он выпустил сингл «Serotonin». В ноябре 2018 года Пэрриотт совместно с американским диджеем, Illenium выпустил «God Damnit».
The Gloomy Tapes, Vol. 2 был выпущен в феврале 2019 года. Сингл «Monster (under my bed)» появился в седьмом эпизоде второго сезона сериала «Судная ночь». Кроме того, песня достигла 33 места в Billboard в категории «Mainstream Rock Airplay».
Пэрриотт покинул Arista Records в марте 2020 года. 10 декабря 2020 года вышел его второй альбом To Hell With Hollywood.
В июле 2021 года Пэрриотт подписал контракт с Thriller Records, основанным Бобом Беккером.
В 2021 году совместно с российской рок-группой Три дня дождя выпустил сингл «Part of Me».
В феврале 2022 года выпустил сингл «Dead Body». Клип на трек был снят в Москве.
В конце 2022 года женился на российской модели Диане Мелисон, бывшей девушке Егора Крида. В 2024 году у пары родилась дочь — Луна Франсис.
14 апреля 2023 года музыкант выпустил новый альбом Francis.

## Дискография

### Альбомы
- Uninvited (2016)
- To Hell With Hollywood (2020)
- Francis (2023)

### EP
- The Gloomy Tapes, Vol. 1 (2018)
- The Gloomy Tapes, Vol. 2 (2019)
- Bleached Serpent (2021)

### Совместные работы
- Black Magic (The Ready Set feat. Call Me Karizma) (2018)
- God Damnit (Illenium feat.Call Me Karizma) (2018)
- Untouchable (Futuristic feat. Call Me Karizma) (2019)
- Hello My Loneliness (Джейн Делани feat. Call Me Karizma) (2019)
- F**k Up (Габриэл Блэк feat. Call Me Karizma) (2019)
- Part of Me (Три дня дождя feat. Call me Karizma) (2021)
- Kryptonite (Три дня дождя feat. Call Me Karizma) (2023)
- Яд (Wildways feat. Call Me Karizma) (2024)
- War (Phix feat. Call Me Karizma)
- Rather be Dead (DSPRITE feat. Call Me Karizma)